# Andrew Buchanan, 1:e baronet
Andrew Buchanan, 1:e baronet, född 7 maj 1807, död 12 november 1882, var en brittisk (engelsk) diplomat. Han var far till George Buchanan.
Buchanan inledde sin karriär som diplomat år 1825. Han var 1841–1844 legationssekreterare i Florens och 1844–1851 i Sankt Petersburg. Han blev, efter ett år i Bern, i februari 1853 sändebud i Köpenhamn, där han 1856 deltog i Sundstullskonferensen, men förflyttades därifrån i april 1858. Buchanan var, efter ett par år i Madrid och lika lång tid i Haag, slutligen ambassadör i Sankt Petersburg 1864–1871 och i Wien 1871–1877. Han blev vid sin avgång 1878 upphöjd till baronet.